# 홍곡과학기술문화재단
홍곡과학기술문화재단은 과학기술에 대한 국민의 관심과 이해를 제고하기 위해 다양한 과학기술문화 콘텐츠 개발 및 디지털화를 통한 확산에 앞장서며, 지방의 기술문화 진흥과 과학기술혁신 역량의 강화를 위하여 필요한 제반활동을 지원할 목적으로 2004년 5월 14일 설립허가된 대한민국 과학기술정보통신부 소관의 재단법인이다. 사무실은 서울특별시 영등포구 여의도동 13-4 동우국제빌딩 304호에 있다.